# 蛙亭のかえる天国
『蛙亭のかえる天国』（かえるていのかえるてんごく）は、2022年1月19日からRSK山陽放送で放送されていた街ロケのバラエティ番組で、蛙亭の初の冠番組である。

## 概要
蛙亭が、岡山で魅力的な人たち「蛙人間」に出会うため街に飛び出す番組である。

## 出演者
- 蛙亭（中野周平、イワクラ）[1]
- MC - 中屋藍[2][3]

## 放送時間
- 毎週水曜（火曜深夜）0:55 - 1:25
- 再放送
  - 毎週日曜（土曜深夜）1:58 - 2:28

## ネット配信
以下の動画サイトにおいてネット配信が実施されており、原則として放送後から1週間限定で見逃し配信を行っている。
- TBS FREE - TBSテレビの動画配信サービス。
- TVer
- GYAO!（Yahoo! JAPAN）

## 放送リスト
| 回 | タイトル                                         | 放送日         | 備考                |
| -- | ------------------------------------------------ | -------------- | ------------------- |
| 1  | 中野の母校「岡山東商業高校」を訪問！             | 2022年 1月19日 |                     |
| 2  | 中野、親友と家族に恥ずかしい過去を暴露される     | 1月26日        |                     |
| 3  | 中野、商店街の秘密を暴き、ラジオ生放送に乱入する | 2月2日         | 1:05 - 1:35に放送。 |
| 4  | 中野とイワクラ、商店街で童心にカエル             | 2月9日         | 1:05 - 1:35に放送。 |
| 5  | 中野、写真モデルになる!?                         | 2月16日        | 1:05 - 1:35に放送。 |
| 6  | 中野、倉敷のアイドルユニットに感激する           | 2月23日        |                     |
| 7  | イワクラ、絶叫する                               | 3月2日         |                     |
| 8  | 周平、倉敷でジーンズを買ってもらう               | 3月9日         |                     |
| 9  | 周平、華麗なる(?)リフティングを披露する          | 3月16日        |                     |
| 10 | イワクラ、ウエディング姿で魅了する               | 3月23日        |                     |
| 11 | 中野、一点物のスーツをオーダーする               | 3月30日        |                     |